# Yavé Cahard
Yavé Cahard (Sainte-Adresse, 26 dicembre 1957) è un ex pistard francese. Da dilettante fu campione del mondo di tandem nel 1979 e medaglia d'argento olimpica nella velocità ai Giochi di Mosca 1980; professionista dal 1981 al 1987, vinse tre medaglie mondiali nella velocità.

## Palmarès
- 1978 (Dilettanti)

Campionati francesi, Chilometro a cronometro
Campionati francesi, Velocità Dilettanti
- 1979 (Dilettanti)

Campionati francesi, Chilometro a cronometro
Campionati francesi, Velocità Dilettanti
Campionati del mondo, Tandem (con Franck Dépine)
- 1980 (Dilettanti)

Campionati francesi, Chilometro a cronometro
Campionati francesi, Velocità Dilettanti
- 1981 (Dilettanti)

Campionati francesi, Chilometro a cronometro
Campionati francesi, Velocità Dilettanti
- 1982 (Peugeot)

Campionati francesi, Velocità
- 1985 (Peugeot)

Campionati francesi, Velocità

## Piazzamenti

### Competizioni mondiali
- Campionati del mondo

Monaco di Baviera 1978 - Chilometro: 4º
Monaco di Baviera 1978 - Velocità Dil.: 6º
Amsterdam 1979 - Tandem: vincitore
Amsterdam 1979 - Chilometro: 5º
Amsterdam 1979 - Velocità Dil.: 6º
Leicester 1982 - Velocità Prof.: 3º
Zurigo 1983 - Velocità Prof.: 2º
Zurigo 1983 - Keirin: 4º
Barcellona 1984 - Velocità Prof.: 3º
- Giochi olimpici

Mosca 1980 - Velocità: 2º
Mosca 1980 - Chilometro: 5º